# Pir (Satu Mare)
Pir (in ungherese Szilágypér') è un comune della Romania di 1 593 abitanti, ubicato nel distretto di Satu Mare, nella regione storica della Transilvania. 
Il comune è formato dall'unione di 3 villaggi: Pir, Piru Nou, Sărvăzel.